# Jerzy Skolimowski

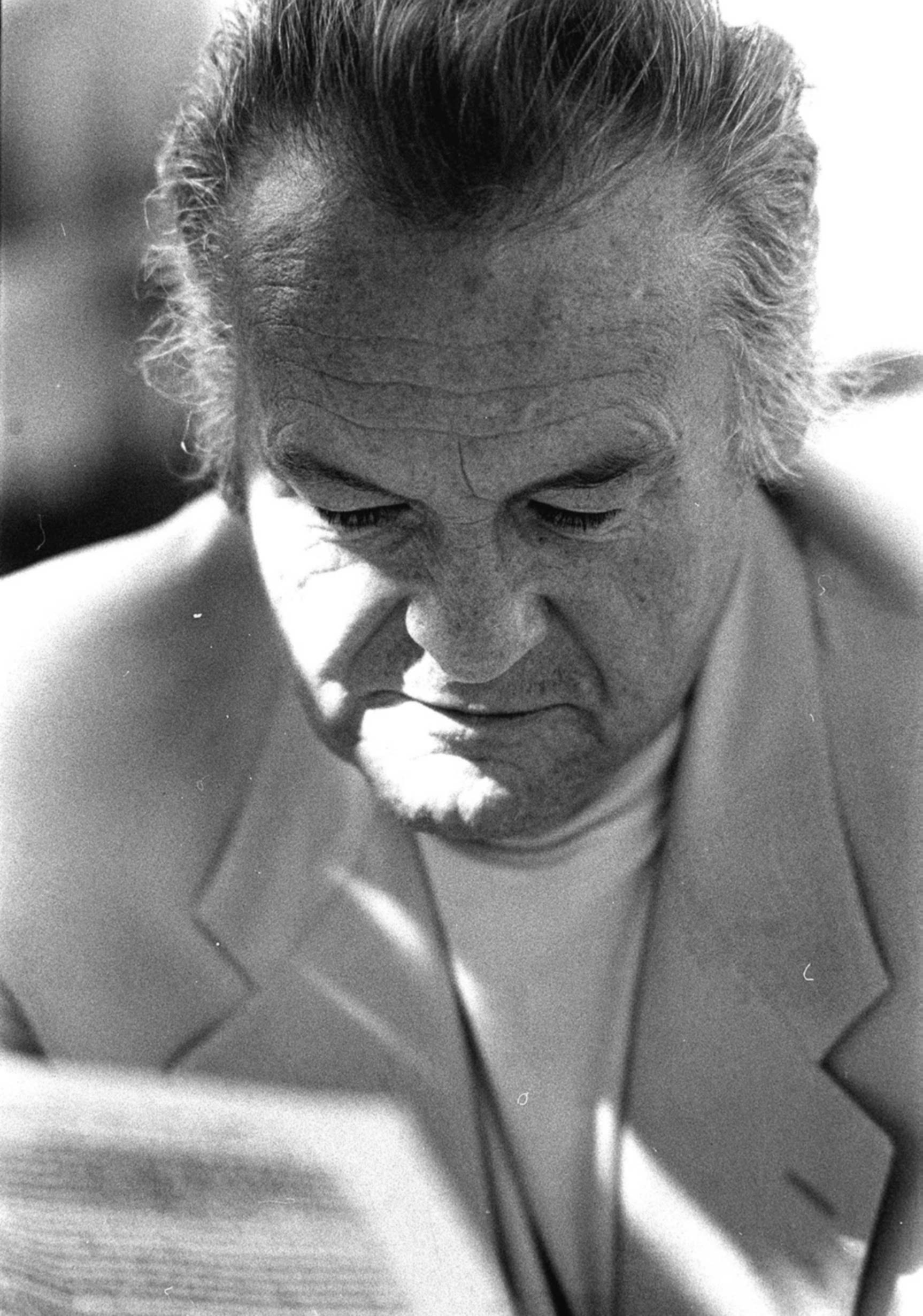
Jerzy Skolimowski

Jerzy Skolimowski (* 5. Mai 1938 in Łódź) ist ein polnischer Filmregisseur, Drehbuchautor, Schauspieler und Maler.

## Leben
Skolimowskis Familie zog nach seiner Geburt von Łódź nach Warschau. Sein Vater war während des Zweiten Weltkriegs aktiv im polnischen Widerstand und wurde von den Nationalsozialisten ermordet. In den 1950er Jahren studierte er in Warschau Ethnologie, Literatur und Geschichte. Er schloss das Studium bereits 1959 ab und ging in seine Geburtsstadt, um an der Filmhochschule Łódź Regie zu studieren. In Warschau hatte der Jazzfan Kontakt zu Musikern wie Krzysztof Komeda, der ihn mit Roman Polański zusammenbrachte. Bereits als Student schrieb er Drehbücher, die von Polański und Andrzej Wajda realisiert wurden. 1960 entstand der Film Die unschuldigen Zauberer von Wajda nach einem Roman von Jerzy Andrzejewski und 1962 Das Messer im Wasser von Polański. Für Das Messer im Wasser schrieb er die Dialoge.
1966 drehte er als Regisseur den Spielfilm Bariera, der ihm internationale Aufmerksamkeit brachte und er erhielt die Möglichkeit in Belgien den Film Le Départ zu realisieren. Das Drehbuch schrieb er gemeinsam mit Andrzej Kostenko. Die Hauptrolle in dieser swingenden, romantischen Komödie, die so typisch für die 1960er Jahre war, spielte Jean-Pierre Léaud. Auf der Berlinale 1967 erhielt er für diesen Film den Goldenen Bären. Im gleichen Jahr drehte er seinen für viele Jahre letzten polnischen Film Hände hoch!, der jedoch von der Zensur verboten wurde und erst 1981 uraufgeführt wurde. Die starke Kritik des Filmes am Stalinismus führte dazu, dass Skolimowski von dem kommunistischen Regime in Polen quasi ausgewiesen wurde.
Skolimowski realisierte seine Filme fortan in Frankreich, den USA und der Bundesrepublik Deutschland. Sein erster englischsprachiger Film, den er mit einem eigenen Drehbuch verfilmte, war der damals als Skandalfilm gesehene Deep End, der ihm Lobeshymnen vieler internationaler Filmkritiker einbrachte. Mit seinen folgenden Filmen konnte Skolimowski nur zum Teil daran anknüpfen. Die Juryauszeichnung in Cannes erhielt er für seinen Horrorfilm Der Todesschrei aus dem Jahr 1978. Schwarzarbeit (1982) verarbeitete satirisch die damaligen Solidarność-Unruhen. Das Feuerschiff, nach einem Roman von Siegfried Lenz, wurde 1985 bei den Filmfestspielen in Venedig mit mehreren Preisen ausgezeichnet. Die meisten dieser Filme erreichten allerdings kein größeres Filmpublikum.
1991 kam es zu Konflikten bei dem international produzierten Film Ferdydurke, durch die Skolimowski am Ende seine künstlerische Vision verwässert sah. Daraufhin wandte er sich frustriert der Malerei zu und drehte erst 2008 wieder seinen nächsten Film. 2010 konnte er mit dem Actionthriller Essential Killing über einen entflohenen afghanischen Kriegsgefangenen, der durch die polnischen Wälder irrt, noch einmal mehrere internationale Preise gewinnen. Im Jahr 2021 wurde bekannt, dass er und Polański, 60 Jahre nach Das Messer im Wasser, gemeinsam an einem Filmdrehbuch arbeiten.
Neben seiner Filmarbeit als Regisseur und Drehbuchautor arbeitet Skolimowski auch als Maler und spielte gelegentlich Nebenrollen in den Filmen anderer Regisseure. Er lebt heute in den Masuren. 2016 wurde er in Venedig mit dem Goldenen Löwen für sein Lebenswerk geehrt.
Im Jahr 2022 wurde er für seinen Spielfilm EO zum sechsten Mal in den Wettbewerb um die Goldene Palme des Filmfestivals von Cannes eingeladen.

## Filmografie

### Als Regisseur (Auswahl)
- 1965: Besondere Kennzeichen: keine (Rysopis) (& Schauspieler)
- 1965: Walkover (& Schauspieler)
- 1966: Barriere (Bariera)
- 1967: Der Start (Le Départ)
- 1967: Hände hoch! (Rece do góry) (& Schauspieler) [veröffentlicht 1981]
- 1968: Dialóg 20-40-60 (Co-Regie)
- 1970: Die Gräfin und ihr Oberst (Adventures of Gerard)
- 1970: Deep End (& Schauspieler)
- 1971: König, Dame, Bube (King, Queen, Knave)
- 1978: Der Todesschrei (The Shout)
- 1982: Schwarzarbeit (Moonlighting)
- 1985: Das Feuerschiff (The Lightship)
- 1989: Wenn die Masken fallen (Torrents of Spring)
- 1991: Ferdydurke (30 Door Key)
- 2008: Vier Nächte mit Anna (Cztery noce z Anną)
- 2010: Essential Killing
- 2015: 11 minut
- 2022: EO

### Als Schauspieler (Auswahl)
- 1981: Die Fälschung
- 1985: White Nights
- 1987: Big Shots – Regie: Robert Mandel
- 1996: Mars Attacks!
- 1998: L. A. Without a Map – Regie: Mika Kaurismäki
- 2000: Before Night Falls
- 2007: Tödliche Versprechen – Eastern Promises (Eastern Promises)
- 2012: Marvel’s The Avengers

### Als Drehbuchautor
Skolimowski hat bei den meisten seiner Filme auch das Drehbuch verfasst, darüber hinaus auch für:
- 1960: Die unschuldigen Zauberer (Niewinni czarodzieje)
- 1962: Das Messer im Wasser (Nóż w wodzie)
- 1972: Unfallstrecke (Poslizg) – Regie: Jan Lomnicki
- 1985: In guten und in schlechten Zeiten (Mesmerized) (literarische Vorlage)
- 2023: The Palace

## Auszeichnungen
- 1967: Goldener Bär der Berlinale 1967 für Le Départ
- 1978: Großer Preis der Jury für Der Todesschrei bei den Internationalen Filmfestspielen in Cannes 1978
- 1982: Auszeichnung für das beste Drehbuch für Schwarzarbeit bei den Internationalen Filmfestspielen in Cannes 1982
- 1982: Deutscher Filmpreis für seine schauspielerische Leistung in Die Fälschung
- 1985: Spezialpreis der Jury für Lightship bei den Internationalen Filmfestspielen in Venedig
- 2003: Polnischer Filmpreis für sein Lebenswerk
- 2009: Polnischer Filmpreis (Beste Regie) für Vier Nächte mit Anna
- 2010: Spezialpreis der Jury der Internationalen Filmfestspiele von Venedig für Essential Killing
- 2010: Astor de oro (Bester Film) des Festival Internacional de Cine de Mar del Plata für Essential Killing
- 2011: Polnischer Filmpreis (Beste Regie) für Essential Killing
- 2011: Goldener Löwe des Polnischen Filmfestivals in Gdynia für Essential Killing. Außerdem erhielt er auf diesem Festival den Preis für die beste Regie.
- 2016: Goldener Löwe der Internationalen Filmfestspiele von Venedig für sein Lebenswerk